# Inezia integrifolia
Inezia integrifolia là một loài thực vật có hoa trong họ Cúc. Loài này được (Klatt) Phillips mô tả khoa học đầu tiên.